# Alexandra de Hannover (gran duquessa de Mecklenburg-Schwerin)
Alexandra de Hannover, gran duquessa de Mecklenburg-Schwerin (Gmunden (Baixa Àustria) 1882 - Glücksburg 1965). Princesa de Hannover amb el tractament d'altesa reial que contragué matrimoni amb el gran duc sobirà Frederic Francesc IV de Mecklenburg-Schwerin.
Nascuda el dia 29 de setembre de l'any 1882 a Gmunden, a la Baixa Àustria, era filla del príncep Ernest August de Hannover i de la princesa Thyra de Dinamarca. Alexandra era neta per via paterna del rei Jordi V de Hannover i de la duquessa Maria de Saxònia-Altenburg i per via materna del rei Cristià IX de Dinamarca i de la princesa Lluïsa de Hessen-Kassel.
El dia 7 de juny de l'any 1904 contragué matrimoni a Gmunden amb el gran duc Frederic Francesc IV de Mecklenburg-Schwerin, fill del gran duc Frederic Francesc III de Mecklenburg-Schwerin i de la gran duquessa Anastàsia de Rússia. La parella que s'instal·là a Schwerin tingué cinc fills:
- SAGD el duc Frederic Francesc de Mecklenburg-Schwerin, nat a Schwerin el 1910 i mort a Hamburg el 2001. Es casà amb Karin von Schaper l'any 1941.

- SAGD el duc Cristià de Mecklenburg-Schwerin, nat a Schwerin el 1911 i mort a Hemmelmark el 1966. Es casà amb la princesa Bàrbara de Prússia el 1954 a Glücksburg.

- SAGD la duquessa Olga de Mecklenburg-Schwerin, nada a Schwerin el 1916 i morta el 1917.

- SAGD la duquessa Thyra de Mecklenburg-Schwerin, nada a Sorgenfri el 1919 i morta a Flensburg el 1980.

- SAGD la duquessa Anastàsia de Mecklenburg-Schwerin, nada a Gelbansande el 1922 i morta a Hamburg el 1979. Es casà amb el príncep Frederic Ferran de Schleswig-Holstein a Wiligrad el 1943.

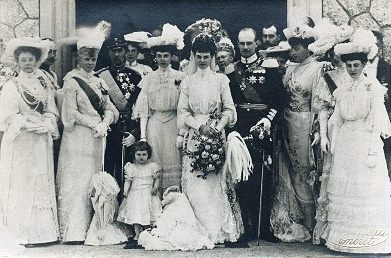
Casament de la princesa Alexandra a la vila de Gmunden a Àustria l'any 1904.

Amb la caiguda de l'Imperi Alemany l'any 1918, els Mecklenburg-Schwerin perderen el poder formal sobre el territori que històricament havien governat. Ara bé, mantingueren les enormes propietats que tenien al nord d'Alemanya i retingueren cert poder informal, cimentat per l'enorme prestigi de la casa gran ducal, en el territori mecklenburguès.
Així, al llarg de les dècades de 1920 i 1930, els Mecklenburg-Schwerin seguiren visquent a Schwerin i només veieren pertorbada la seva calma familiar per l'inici del nacionalsocialisme i de la Segona Guerra Mundial.
A mesura que l'avenç de les tropes soviètiques cap al territori alemany es feu més evident, la família gran ducal decidí traslladar-se a la ciutat de Flensburg, a la frontera entre Alemanya i Dinamarca. Allà hi trobà la mort el gran duc Frederic Francesc IV de Mecklenburg-Schwerin.
Dos fets marcaren la postguerra de la princesa Alexandra, primer l'expropiació de les seves propietats per la nova República Democràtica Alemanya el 1948; i, segon, l'empresonament en un camp de concentració soviètic durant més de deu anys del príncep Cristià de Mecklenburg-Schwerin.
Alexandra es traslladà a Glücksburg on morí el dia 30 d'agost de 1963, a l'edat de setanta-nou anys.